# Faustina rossmaessleri
Faustina rossmaessleri је пуж из реда Stylommatophora и фамилије Helicidae.

## Угроженост
Ова врста је на нижем степену опасности од изумирања, и сматра се скоро угроженим таксоном.

## Распрострањење
Врста је присутна у Пољској и Словачкој.